# Richard Scheller
Richard H. Scheller (Milwaukee, 30 de outubro de 1953) é um bioquímico estadunidense. É vice-presidente executivo de pesquisa da Genentech.
Foi professor da Universidade Stanford de 1982 a 2001 antes de trabalhar na Genentech. Recebeu o Prêmio Alan T. Waterman de 1989, o Prêmio W. Alden Spencer de 1993, o Prêmio NAS de Biologia Molecular de 1997, o Prêmio Kavli de Neurociência de 2010 (com Thomas Südhof e James Rothman) e o Prêmio Albert Lasker de Pesquisa Médica Básica de 2013, com Thomas Sudhof. É fellow da Academia de Artes e Ciências dos Estados Unidos e membro da Academia Nacional de Ciências dos Estados Unidos.

## Prêmios
- Prêmio Alan T. Waterman 1989
- Prêmio W. Alden Spencer 1993
- Prêmio NAS de Biologia Molecular 1997
- Prêmio Kavli de Neurociências 2010
- Prêmio Albert Lasker de Pesquisa Médica Básica 2013